# Mouvement des travailleurs et des paysans
Le Mouvement des travailleurs et des paysans (en serbe cyrillique : Покрет радника и сељака ; en serbe latin : Pokret radnika i seljaka ; en abrégé : PRS) est un parti politique serbe fondé en 2011. Il a son siège à Belgrade et est présidé par Zoran Dragišić.
Le mouvement, qui affirme représenter les « nouveaux socialistes », veut rassembler les paysans, les travailleurs, les retraités, les handicapés, les anciens combattants, les jeunes et tous ceux qui, selon lui, sont laissés au bord du chemin par le système capitaliste,.

## Historique

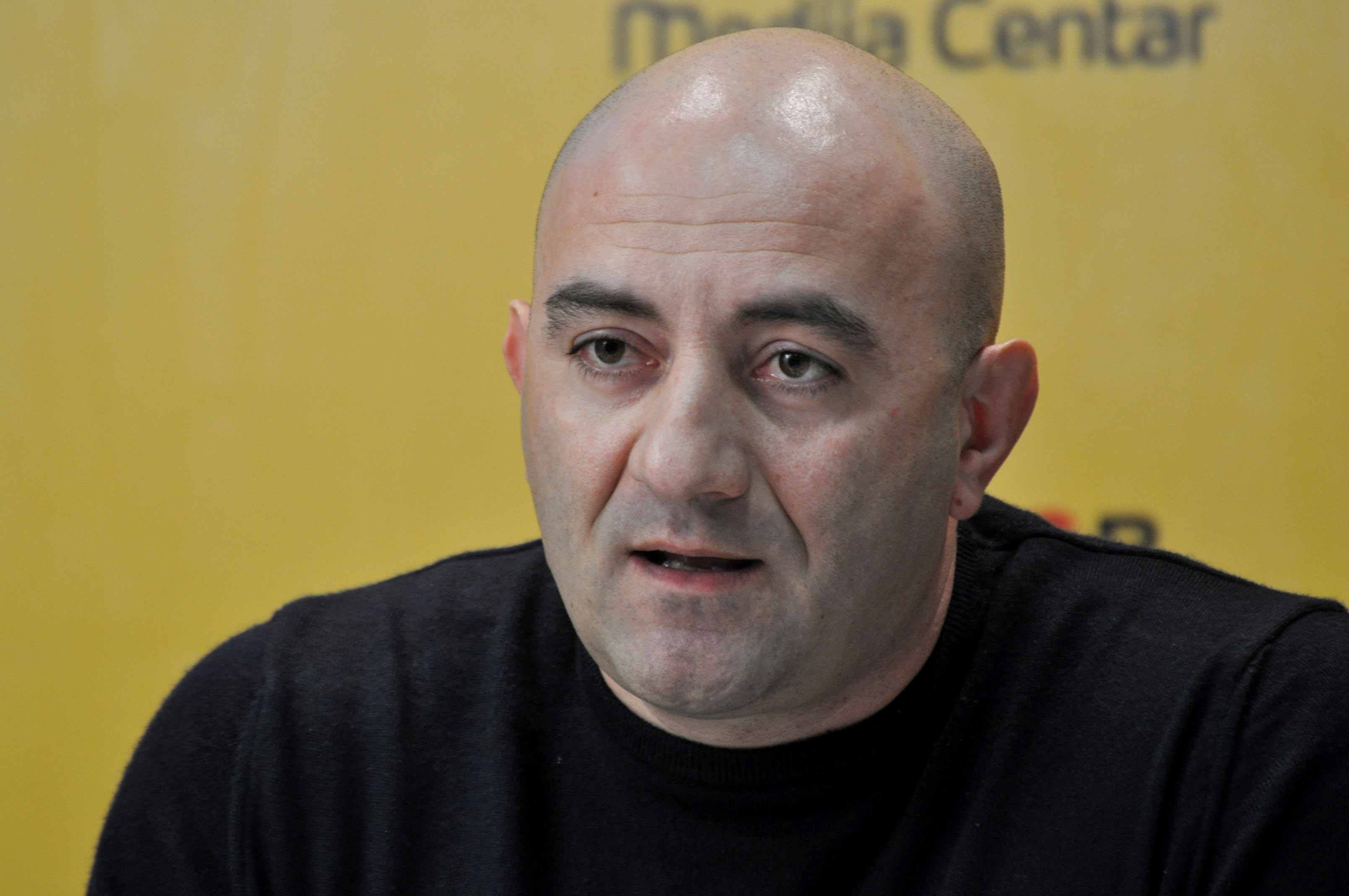
Zoran Dragišić en 2011

## Activités électorales
Zoran Dragišić se présente au premier tour de l'élection présidentielle du 6 mai 2012, ; il obtient 60 116 voix soit 1,54 % des suffrages.
Aux élections législatives du 6 mai 2012, le Mouvement des travailleurs et des paysans se présente seul devant les électeurs avec une liste de 190 candidats ; elle obtient 57 199 voix, soit 1,46 % des suffrages, ce qui ne lui permet pas d'envoyer de représentant à l'Assemblée nationale de la république de Serbie.